# Cabo Terawhiti
El cabo Terawhiti es el punto más suroccidental de la Isla del Norte de Nueva Zelanda.
El cabo está situado a 16 kilómetros al oeste de Wellington, la capital de Nueva Zelanda. La punta Ohau, situada en el extremo norte del cabo Terawhiti y, junto con Perano Head en la isla de Arapaoa, en los Marlborough Sounds, marca la parte más estrecha del estrecho de Cook.
También es el punto más cercano de la Isla Norte a la Isla Sur, ya que West Head, en la desembocadura del Canal Tory, está a sólo 28 kilómetros (este punto de la Isla Sur se encuentra al noroeste del cabo Terawhiti).
El cabo Terawhiti, del que toma su nombre la histórica estación de Terawhiti, surgió por un error del intérprete tahitiano del capitán Cook, Tupaea. Cuando, en 1769, Cook le preguntó cuál era la tierra del este, el maorí local respondió simplemente: "el este". De hecho, Te Ra-whiti (El Sol Naciente) es el término general maorí para referirse a la costa oriental de la Isla Norte. Se dice que Omere es el nombre original del cabo Terawhiti.
En el extremo sur del cabo Terawhiti se encuentra la bahía de Oteranga, punto de terminación del cable eléctrico del estrecho de Cook entre las islas. El nombre propio de la bahía es Oterongo.

El 23 de julio de 1851, el barco Maria, que se dirigía del puerto de Lyttelton a Wellington, naufragó en el cabo Terawhiti, con la pérdida de 26 vidas y 2 supervivientes. Uno de los ahogados fue el primer colono de Canterbury, William Deans. En 1862 se encontró oro cerca del cabo Terawhiti, que se explotó durante varios años. 

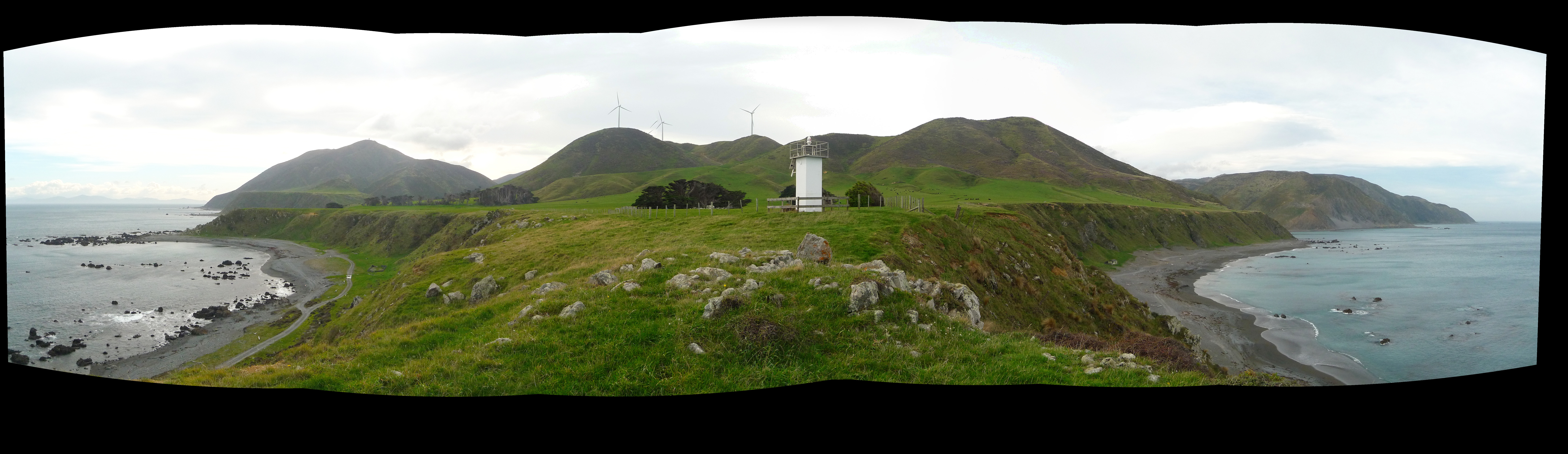
Panorama mirando hacia el interior desde Tongue Point, cerca del cabo Terawhiti (a la izquierda de la imagen), costa sur de Wellington, Nueva Zelanda